# Kilolo
Kilolo ist einer von fünf Distrikten der Region Iringa in Zentral-Tansania. Der Distrikt grenzt im Norden an die Region Dodoma, im Westen an die Distrikte Iringa und Iringa (MC), im Süden an den Distrikt Mufindi und im Osten an die Region Morogoro.

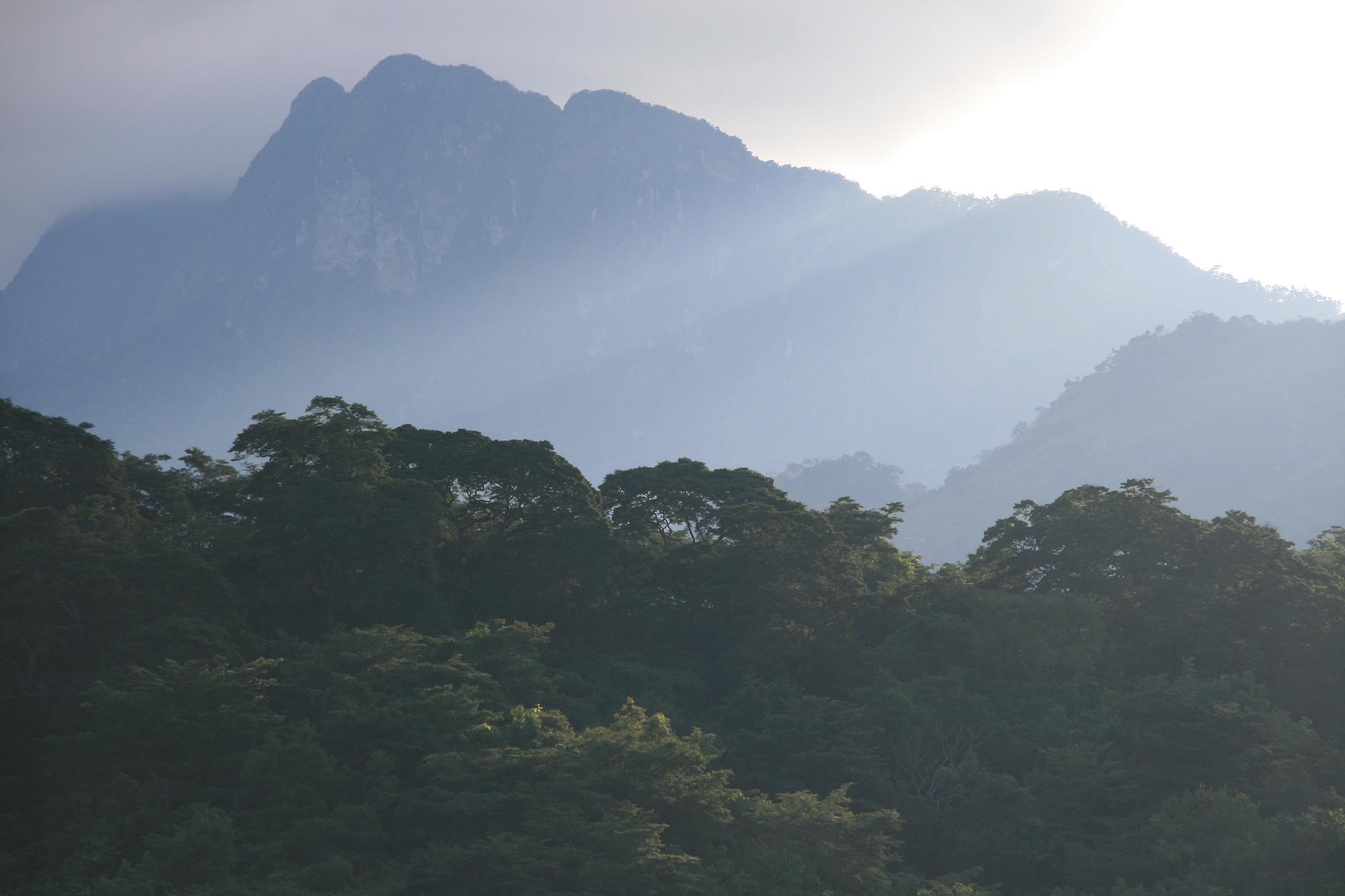
Udzungwa-Berge

## Geographie
Kilolo hat eine Fläche von 7882 Quadratkilometer und rund 263.559 Einwohner (Volkszählung 2022). Das Land liegt in einer Höhe von 900 bis 2700 Meter über dem Meer und ist größtenteils gebirgig. Die Udzungwa-Berge verlaufen von Nordosten nach Südwesten durch den Distrikt, nur der nördliche Teil ist flacher. Hier bilden der Ruaha die Grenze im Nordosten und sein Nebenfluss der Ruipa die Grenze im Nordwesten. Das Klima im Distrikt ist wegen seiner Höhenlage gemäßigt. In den Niederungen fallen 500 bis 600 Millimeter Regen im Jahr, in den Bergen bis zu 1600 Millimeter. Auch die Temperatur schwankt stark, abhängig von der Höhe. Im niederen Norden liegt sie zwischen 15 und 27 Grad Celsius, in den Bergen werden oft nur 8 bis 10 Grad erreicht.

## Geschichte
Der Distrikt Kilolo entstand im Jahr 2005 durch die Teilung des Distriktes Iringa.

## Verwaltungsgliederung
Im Jahr 2012 bestand der Distrikt aus den folgenden 24 Bezirken (Wards):
- Boma la Ng'ombe
- Dabaga
- Ibumu
- Idete
- Ihimbo
- Ilula
- Image
- Irole
- Kimala
- Kising'a
- Mahenge
- Masisiwe
- Mlafu
- Mtitu
- Ng'ang'ange
- Ng'uruhe
- Nyalumbu
- Nyanzwa
- Lugalo
- Ruaha Mbuyuni
- Udekwa
- Uhambingeto
- Ukumbi
- Ukwega

## Bevölkerung
Die größte Ethnie in Kilolo sind die Hehe. Die Einwohnerzahl stieg von 204.372 bei der Volkszählung im Jahr 2002 auf 218.130 im Jahr 2012. Das entspricht einem jährlichen Wachstum von unter einem Prozent. Im Jahr 2012 sprachen fast zwei Drittel der über Fünfjährigen Swahili, zehn Prozent Englisch und Swahili; fast ein Viertel waren Analphabeten. Bei der Volkszählung 2022 lebten 263.599 Menschen in 69.597 Haushalten:
| Volkszählung | Einwohner |
| ------------ | --------- |
| 1988         | 156.989   |
| 2002         | 204.372   |
| 2012         | 218.130   |
| 2022         | 263.559   |

## Einrichtungen und Dienstleistungen
- Bildung: Im Distrikt gibt es 114 Grundschulen, worin 1452 Lehrer 55.600 Schüler unterrichten. Das bedeutet, dass 35 Schüler auf einen Lehrer kommen. Von den 39 weiterführenden Schulen werden 24 staatlich geführt. Hier kommen fünfzehn Schüler auf einen Lehrer (Stand 2016).[8]
- Gesundheit: Für die medizinische Versorgung der Bevölkerung steht in jeder Gemeinde mindestens eine Gesundheitseinrichtung zur Verfügung. Insgesamt gibt es ein Krankenhaus, zwei Gesundheitszentren und 52 Apotheken.[8]
- Wasser: Im Jahr 2012 hatten etwa 44 Prozent der Bevölkerung Zugang zu sicherem und sauberem Wasser.[9]

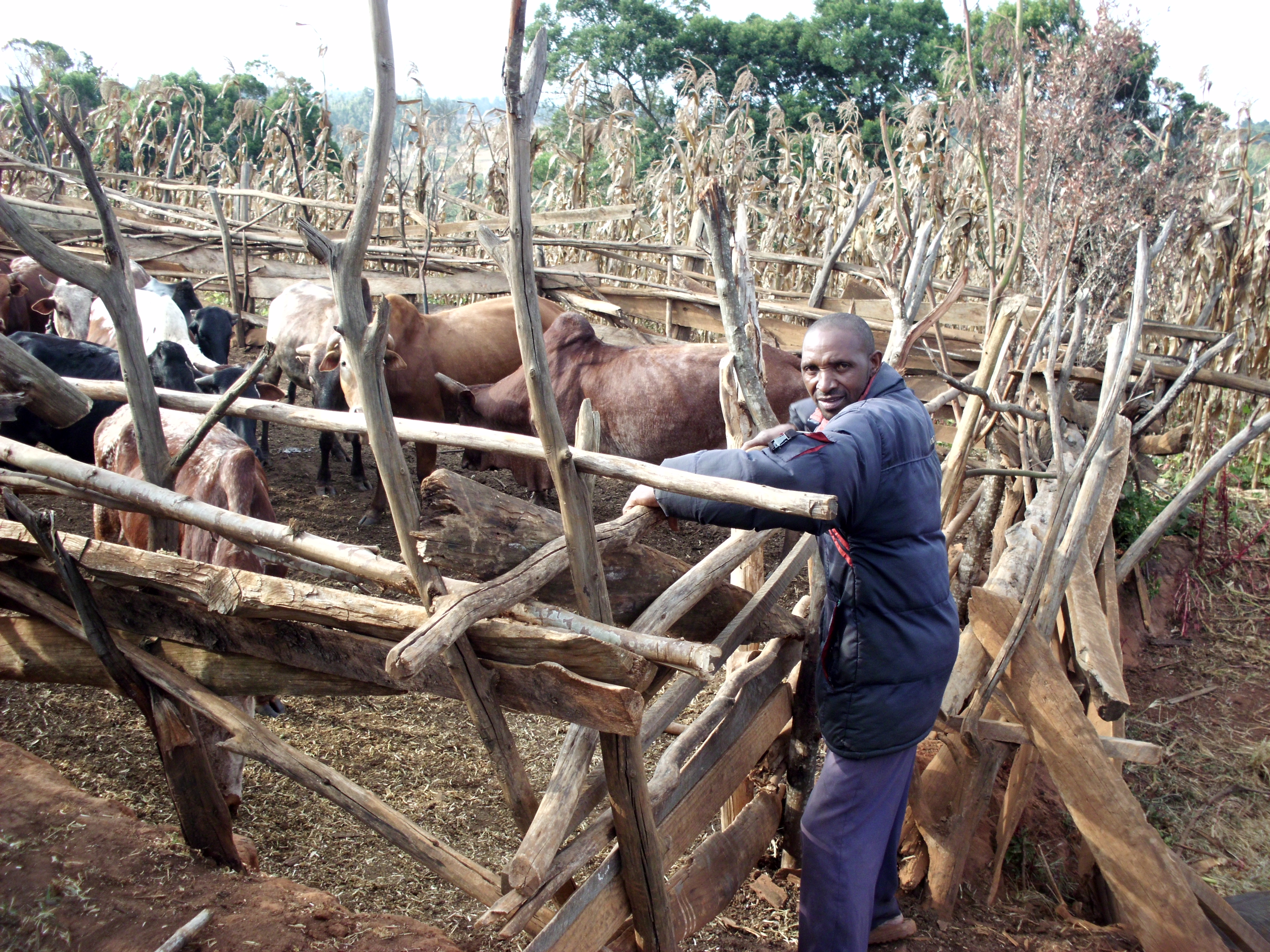
Rinderzucht im Dorf Lukani

## Wirtschaft und Infrastruktur
Die wichtigste wirtschaftliche Tätigkeit ist die Landwirtschaft. Daneben gibt es auch Forstwirtschaft, Imkerei und Fremdenverkehr.
- Landwirtschaft: Die Landwirtschaft beschäftigt rund neunzig Prozent der Bevölkerung. Die wichtigsten Anbauprodukte für die Eigenversorgung sind Mais, Reis, Bohnen, Kartoffeln, Weizen, Hirse, Süßkartoffeln, Erbsen und Maniok. Daneben wird vor allem Kaffee für den Verkauf angebaut.[10] In den letzten Jahren nahm die Produktion von Tomaten zu. Obwohl die Produktionskosten höher sind und die Verderblichkeit der Ware zu Einkommensschwankungen führen kann, sind die Marktchancen besser (Stand 2016).[11] Von den 50.000 Haushalten besaßen etwa 30.000 Haustiere. Gehalten wurden 250.000 Hühner, 200.000 Rinder, 50.000 Ziegen und 10.000 Schafe (Stand 2012).[12]
- Forstwirtschaft: Mehr als die Hälfte des Distriktes ist von Wald bedeckt.[13] Davon sind 255.000 Hektar Waldreservate.[14]
- Imkerei: Knapp 1000 Imker besitzen 5000 Bienenstöcke.[14]
- Straßen: Die wichtigste Straßenverbindung ist die Nationalstraße T1, die die Regionshauptstadt Iringa mit Morogoro und Daressalam im Osten verbindet.[15] Daneben gibt es über 1000 Kilometer lokale Straßen, wovon fast 500 Kilometer nicht ganzjährig befahrbar sind.[16]

| Kilolo ist ein Distrikt-Council, dessen Vertretung alle fünf Jahre gewählt wird. Vorsitzender der Distriktverwaltung ist Herr Valence Kihwaga (Stand 2020). Von den Ausgaben des Distriktes entfielen im Jahr 2019/2020 fast drei Viertel auf die Bildung und vierzehn Prozent auf das Gesundheitssystem. | Hier fehlt eine Grafik, die leider im Moment aus technischen Gründen nicht angezeigt werden kann. Wir arbeiten daran! |

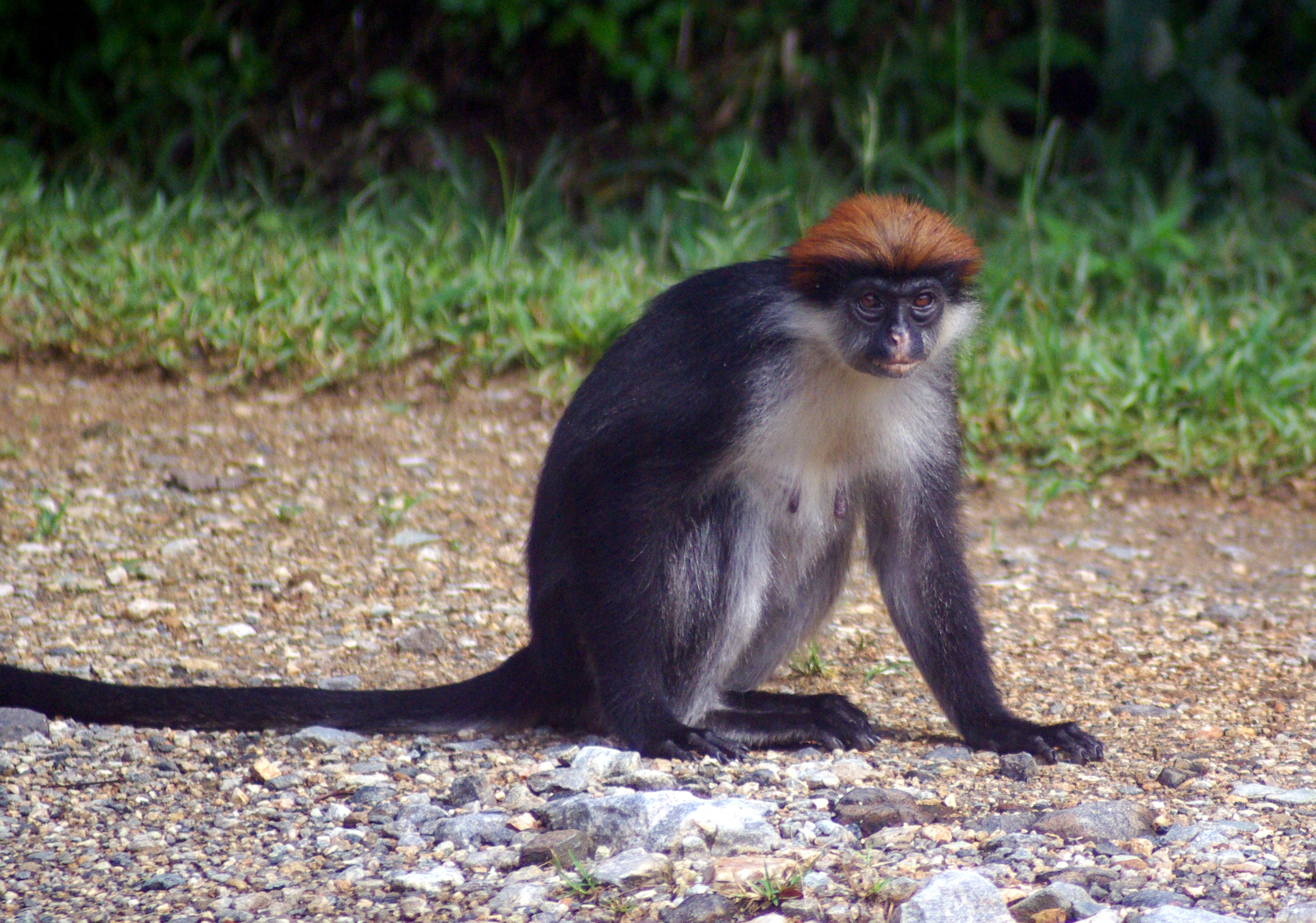
Red Colobus im Udzungwa-Mountains-Nationalpark.

- Udzungwa-Mountains-Nationalpark: Im Osten hat der Distrikt großen Anteil an diesem insgesamt 1990 Quadratkilometer großen Nationalpark.[20] Er wurde im Jahr 1992 eingerichtet und zeichnet sich durch seinen Artenreichtum aus. Hier leben der endemisch vorkommende Stummelaffe (Red Colobus) und über 400 verschiedene Vogelarten. Für Wanderer bietet der 170 Meter hohe Sanje-Wasserfall ein interessantes Ziel.[21]

## Sonstiges

### Kinderdorf
In Kilolo befindet sich seit 2001 das Amani-Kinderdorf, in dem Waisenkinder untergebracht sind und schulisch und beruflich gefördert werden. Der Betrieb eines Wasserkraftwerks und einer Schreinerei dient dabei auch der wirtschaftlichen Förderung der Region.